# Temporada de furacões no oceano Atlântico de 1976
A temporada de furacões no Atlântico de 1976 foi um evento no ciclo anual de formação de ciclones tropicais. A temporada começou em 1 de junho e terminou em 30 de novembro de 1976. No entanto, a formação da tempestade subtropical Um marcou o início antecipado da temporada ao se formar em 21 de maio. Estas datas delimitam convencionalmente o período de cada ano quando a maioria dos ciclones tropicais tende a se formar na bacia do Atlântico.
A atividade da temporada de furacões no Atlântico de 1976 ficou ligeiramente acima da média, com um total de 10 tempestades dotadas de nome e seis furacões, sendo que dois destes atingiram a intensidade igual ou superior a um furacão de categoria 3 na escala de furacões de Saffir-Simpson.
Em meados de agosto, o furacão Belle atingiu a costa nordeste dos Estados Unidos, próximo a Nova Iorque, causando cinco fatalidades e 100 milhões de dólares em prejuízos. Dias mais tarde, a tempestade tropical Dottie afetou a Flórida e as Bahamas, causando quatro fatalidades. No início de setembro, o furacão Emmy causou 68 fatalidades indiretas quando um avião venezuelano tentava aterrizar na Base Aérea das Lajes, Açores, quando o furacão passava pela região.

## Nomes das tempestades
Os nomes abaixo foram usados para dar nomes às tempestades que se formaram no Atlântico Norte em 1976.
| - Anna - Belle - Candice - Dottie - Emmy - Frances - Gloria | - Holly - Inga (sem usar) - Jill (sem usar) - Kay (sem usar) - Lilias (sem usar) - Maria (sem usar) - Nola (sem usar) | - Orpha (sem usar) - Pamela (sem usar) - Ruth (sem usar) - Shirley (sem usar) - Trixie (sem usar) - Vilda (sem usar) - Wynne (sem usar) |

Devido à relativa ausência de impactos, nenhum nome foi retirado da lista.